# Martino Veduti
Martino Veduti (Pavullo nel Frignano, 27 ottobre 1894 – Casale Monferrato, 29 dicembre 1972) è stato un militare italiano in servizio nell'Arma dei Carabinieri, decorato con medaglia d'oro al valor militare e con medaglia d'argento al valor militare.

## Biografia
Nato a Pavullo nel Frignano (Mo) il 27 ottobre 1894, a soli 18 anni si arruolò nell'Arma dei Carabinieri e destinato, nel 1913, alla Legione carabinieri di Bologna.
Con lo scoppio della Grande guerra e ottenuta la promozione al grado di Vicebrigadiere, venne in un primo momento trasferito al 151º Reggimento Fanteria della Brigata Sassari e successivamente allontanato dalla zona di guerra a causa di una grave malattia.
Venne così destinato, nell'ottobre del 1916, alla Stazione Carabinieri di Bagnacavallo (RA) dove l'11 novembre si distinse per essere intervenuto nell'abitazione di un pregiudicato riuscendo a seguito di una colluttazione e dopo essere rimasto ferito a disarmarlo ed a trarlo in arresto ottenendo come ricompensa per il coraggio espresso la Medaglia d'argento al valor militare.
Altro gesto che lo vide protagonista avvenne la notte del 14 agosto 1918 mentre si trovava di vigilanza presso il polverificio Randi di Lugo (RA). Durante il servizio udii all'improvviso un rumore di passi provenire da dietro una siepe e non esitò ad esplodere dei colpi verso il bersaglio ed inviare subito i suoi uomini alla ricerca del fuggitivo mentre lui, tornato indietro verso il deposito, notava una bomba con la miccia accesa e senza alcuna esitazione tentava in ogni modo di strapparla, prima con le mani senza riuscirvi e successivamente strappandola con i denti, riuscendo a sventare l'attentato. Per l'eroico gesto venne decorato con medaglia d'oro al valor militare.